# 螺旋體門
螺旋體門（Spirochaetes）是一類很有特點的細菌，具有長的螺旋形盤繞的細胞。它們獨具細胞全長、在細胞膜和細胞壁之間的鞭毛，稱爲“軸絲”（axial filament）。螺旋體可以通過軸絲產生的扭轉運動前後移動。多數螺旋體營厭氧自由生活，但有很多例外。
琳·马古利斯曾經認爲真核細胞的鞭毛來自共生的螺旋體，但同意這一觀點的生物學家不多，因爲二者結構上沒有太多相似之處。
螺旋體門目前被分爲三科，重要成員包括：
- 鈎端螺旋體屬（Leptospira），可引起鈎端螺旋體病
- 疏螺旋體屬（Borrelia）
  - 伯氏疏螺旋體（Borrelia burgdorferi），可引起萊姆病
  - 回歸熱疏螺旋體（Borrelia recurrentis），可引起迴歸熱
- 密螺旋體屬（Treponema）
  - 斑點病密螺旋體（Treponema carateum），可引起品他病
  - 蒼白密螺旋體（Treponema pallidum）
    - 梅毒螺旋體（T. p. pallidum），可引起梅毒
    - 地方性螺旋體（T. p. endemicum），可引起貝傑病（英语：bejel）
    - 細弱密螺旋體（T. p. pertenue），可引起雅司病、苺腫